# بخش گوستاووس (شهرستان ترامپول، اوهایو)
بخش گوستاووس (به انگلیسی: Gustavus Township) یک منطقهٔ مسکونی در ایالات متحده آمریکا است که در شهرستان ترامبل، اوهایو واقع شده‌است.
 بخش گوستاووس ۶۴٫۷ کیلومتر مربع مساحت و ۹۴۸ نفر جمعیت دارد و ۲۹۸ متر بالاتر از سطح دریا واقع شده‌است.